# Afronirvana abrupta
Afronirvana abrupta är en insektsart som beskrevs av Evans 1955. Afronirvana abrupta ingår i släktet Afronirvana och familjen dvärgstritar. Inga underarter finns listade i Catalogue of Life.